# Agit 883
Агит-883 (нем. Agit 883) — западногерманский/западноберлинский леворадикальный журнал, выходивший с февраля 1969 по февраль 1972 года (с 1971 года издавался подпольно). Ранее назывался полностью по телефонному номеру первой редакции «Agit 883 56 51» на квартире Дирка Шнайдера по Уландштрассе, дом 52 в Вильмерсдорфе. С точки зрения выбранных тем, языка и подачи (иллюстрации с фотомонтажами и комиксами) журнал считается типичным изданием контркультурной сцены «новых левых».

## История
Идея создания журнала возникла после убийства Бенно Онезорга во время студенческой демонстрации в Западном Берлине 2 июня 1967 года. Изначально журнал был ориентирован на неомарксизм и находился под влиянием критической теории, но со временем он всё больше стал склоняться к анархистским идеям.
В номере журнала от 5 июня 1970 года было опубликовано первое коммюнике «Фракции Красной Армии». После этого журнал был внесён в список запрещённых и редакция была вынуждена уйти в подполье. В дальнейшем в апреле-мае 1971 года в редакции произошёл раскол по отношению к партизанам РАФ, после чего часть участников (в том числе видный деятель западногерманской контркультуры Петер-Пауль Цаль) отделилась и начала издавать газету «Физз» (Fizz), направленную на более активную поддержку городской герильи. Неоднократные изъятия тиражей положили конец обоим проектам. Преемниками «Агит-883» стали недолго просуществовавшие издания местного значения, такие как «Ганновер-883» (883 Hannover), «Бремен-883» (883 Bremen), «Bambule», «Berliner Anzünder» и «Hundert Blumen».